# Tom Slingsby
Tom Slingsby, född 5 september 1984 i Wahroonga, är en australiensisk seglare. I världsmästerskapet i laserklassen  har han vunnit fem guldmedaljer år 2007, 2008, 2010, 2011 och 2012 samt en silvermedalj år 2006. Han deltog även i 2009 års världsmästerskap i laserklassen och slutade där på sjuttonde plats. Slingsby har deltagit två gånger i de olympiska sommarspelen. I Peking år 2008 slutade han på 22:a plats i laserklassen, och i motsvarande tävling London år 2012 vann han guld.